# Johann Heinrich Kaltenbach
Johann Heinrich Kaltenbach (30 de octubre de 1807, Colonia - 20 de mayo de 1876, Aquisgrán), fue un naturalista, y entomólogo alemán, principalmente interesado en las especies de plagas. Fue maestro en Aquisgrán.
Después de asistir a la escuela en Colonia y formarse posteriormente como maestro de primaria en el seminario en Brühl, Kaltenbach tuvo su primer trabajo como maestro en 1815 en el pueblo de Hastenrath, Eschweiler, y dos años más tarde se trasladó a la escuela primaria de Aquisgrán. En 1837 fue nombrado por el director Juan José Kribben en la Escuela de Gramática antigua, y más tarde en la primera escuela Orden y Rin-Mosa-Gymnasium de Aquisgrán, donde permaneció hasta su muerte en 1876 enseñando.

## Algunas publicaciones
- 1843. Monographie der Familien der Pflanzenläuse - (Phytophthires), tomo 1: Die Blatt- und Erdläuse (Aphidina et Hyponomentes), 222 pp. Aachen
- 1845. Flora des Aachener Beckens, 314 pp. Ed. B. Boisserée. Aquisgrán.
- 1845. Erfahrungen und winke beim studium der gattung Rubus
- 1850. Der Regierungsbezirk Aachen, Wegweiser für Lehrer, Reisende und Freunde der Heimatkunde, Aquisgrán.
- 1858. Die deutschen Phytophagen aus der Klasse der Insekten. Fortsetzung. Alphabetisches Verzeichniss der deutschen Pflanzengattungen (Buchstabe B). Verh. Naturforsch. Ver. Preuss. Rheinl. Westfalens 15: 77-161

- 1872. Die Pflanzenfeinde aus der Klasse der Insekten. Ein nach Pflanzenfamilien geordnetes Handbuch sammtlicher auf den einheimischen Pflanzen bisher beobachteten Insekten zum Gebrauch fhr Entomologen, Insektensammler, Botaniker, Land- und Forstwirthe und Gartenfreunde. Hoffman, Stuttgart. viii + 848 pp. Publicado en 3 partes, aunque fechada en 1874 en la portada, las pp. 1-288 se publicaron en 1872

## Honores
- Antes de su muerte y durante su aniversario por servicios de 50 años, fue honrado con la "Orden del Águila Roja de Primera Clase"

- La abreviatura «Kaltenb.» se emplea para indicar a Johann Heinrich Kaltenbach como autoridad en la descripción y clasificación científica de los vegetales.[1]